# Mastigophora caledonica
Mastigophora caledonica là một loài Rêu trong họ Lepicoleaceae. Loài này được Stephani mô tả khoa học đầu tiên..